# Philomeces gracilipes
Philomeces gracilipes är en skalbaggsart som först beskrevs av Johan Wilhelm Dalman 1817.  Philomeces gracilipes ingår i släktet Philomeces och familjen långhorningar.
Artens utbredningsområde är Sierra Leone. Inga underarter finns listade i Catalogue of Life.